# Имаи, Жулиана
Жулиана Имаи (порт. Juliana Imai; родилась 27 февраля 1985 года в Крузейру-ду-Уэсти, штат Парана) — бразильская модель. Жулиана имеет смешанное происхождение: родители её отца — португальцы, родители матери — японцы.

## Биография
Жулиана рано увлеклась модой, уже в 14 лет победила в модельном конкурсе, проходившем в её родном штате, но по настоянию матери перед уходом в модельный бизнес сосредоточилась на образовании.
Имаи демонстрировала продукцию Dolce & Gabbana, Gucci, Christian Dior, Джанфранко Ферре, Джорджо Армани, Вивьен Вествуд и Бетси Джонсон. Также демонстрировала модные линии от Гвен Стефани и Jay-Z.
Живёт в Нью-Йорке, работает с модельным агентством Ford Models. Часто навещает семью в Сан-Паулу. Была замужем, имеет сына. Буддистка.